# Ataques incendiários contra ferrovias na França em 2024
Em 26 de julho de 2024, dia da cerimônia de abertura dos Jogos Olímpicos de Verão de 2024, uma série de ataques incendiários danificaram as linhas LGV Atlantique, Nord e Est do sistema ferroviário de alta velocidade da França. Os serviços ferroviários internacionais e domésticos foram amplamente interrompidos, com cerca de 800 mil passageiros afetados. Houve também outra tentativa de ataque à linha LGV Sud-Est, que foi frustrada. A empresa Eurostar também foi afetada por estas sabotagens.

## Antecedentes
Sabotagem semelhante ocorreu na Alemanha em 2023 e na França na LGV Est em janeiro de 2023. Um ataque anterior foi evitado em 8 de maio, durante a chegada da chama olímpica em Marselha, quando a polícia encontrou quatro dispositivos incendiários na linha LGV Méditerranée entre Aix-en-Provence e Marselha.

## Ataques

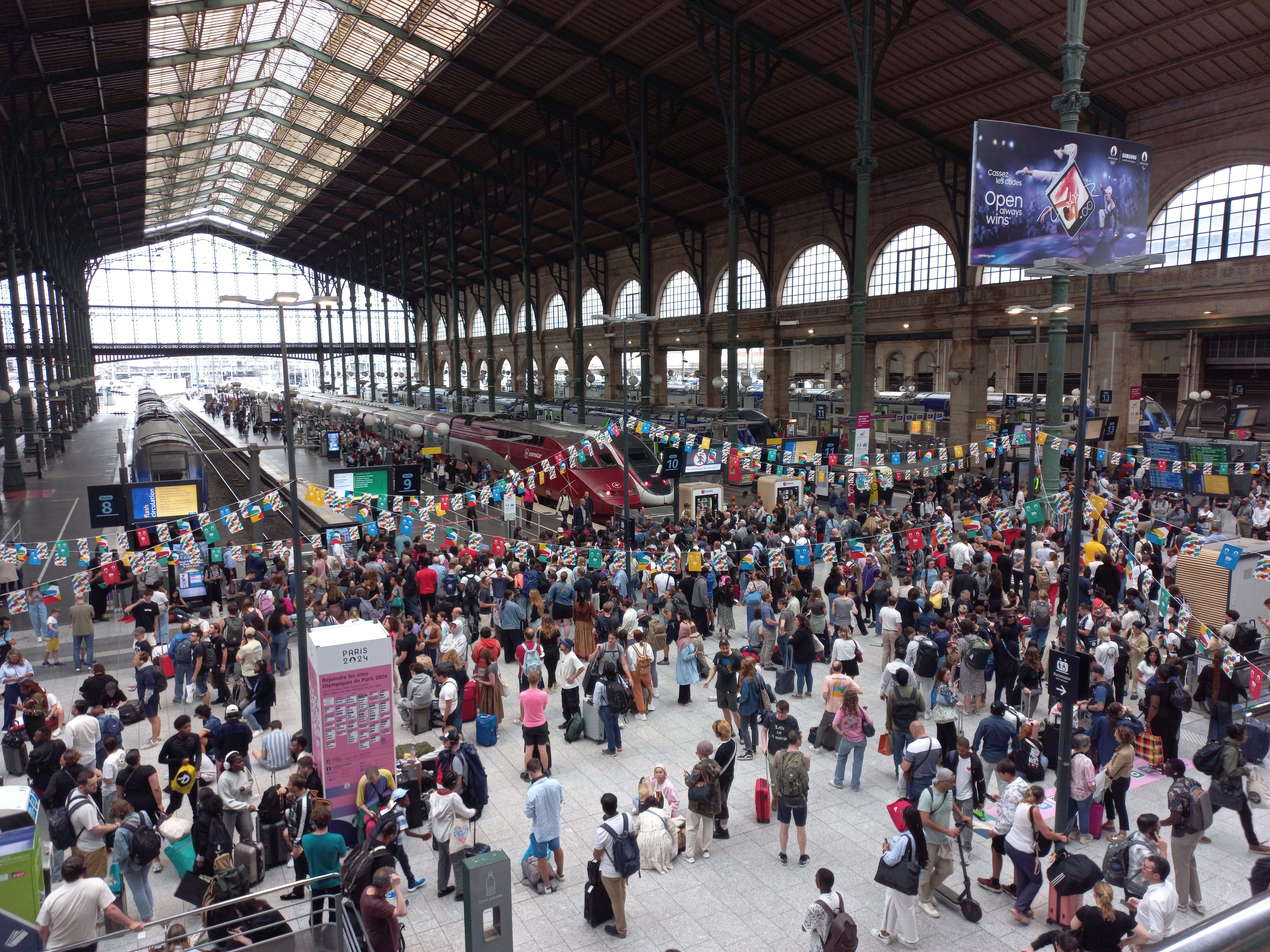
Multidões de passageiros à espera de trens atrasados pelos ataques na estação Gare du Nord, em Paris.

O incendiário e os vândalos danificaram quatro caixas de sinalização ao longo das linhas que ligam Paris a cidades como Lille, no norte, Bordéus, no oeste, e Estrasburgo, no leste. Outro ataque à linha LGV Sud-Est foi frustrado. Mais tarde, o Eurostar confirmou que havia cancelado um em cada quatro trens, pois os ataques incendiários causaram interrupções nos trens de alta velocidade. Além dos trens internacionais, os serviços ferroviários nacionais também foram amplamente perturbados. Mais de 800.000 viajantes foram diretamente afetados durante todo o fim de semana, incluindo 250.000 na sexta-feira, 26 de julho.

### Locais sabotados
- LGV Atlantique: perto de Arrou (cidade vizinha de Courtalain);[11]
- LGV Est Européenne: dois locais, primeiro entre a estação Meuse TGV e Lamorville, segundo nos arredores de Pagny-sur-Moselle;[11]
- LGV Nord: perto de Croisilles;[11]
- LGV Sud-Est: perto de Vergigny, frustrado pelos ferroviários.[11]

## Consequências
O procurador de Paris abriu uma investigação sobre uma suposta tentativa de minar “interesses nacionais fundamentais”. Os serviços de inteligência e as forças de segurança franceses foram mobilizados para encontrar e punir os autores destes atos criminosos. Em 25 de julho, o ministro das Relações Exteriores israelense, Israel Katz, alertou seu colega francês sobre uma conspiração apoiada por terroristas iranianos para atrapalhar os eventos. O Irã negou essas alegações antes e depois do ataque.
O primeiro-ministro britânico, Sir Keir Starmer, ia viajar pelo Eurostar para a cerimônia de abertura das Olimpíadas; no entanto, ele decidiu ir de avião devido a atrasos e cancelamentos causados pelos ataques incendiários.
A ministra francesa dos esportes, Amélie Oudéa-Castéra, expressou sua indignação com o vandalismo e disse que atacar os jogos equivalia a atacar a própria França. O primeiro-ministro francês, Gabriel Attal, prometeu “encontrar e punir” os responsáveis que “paralisaram” a conectividade através de ataques de sabotagem antes da cerimónia de abertura da noite. O ministro francês dos transportes, Patrice Vergriete, alertou para “consequências muito graves” para o tráfego ferroviário ao longo do fim de semana, com as ligações para o norte, leste e noroeste de França a serem reduzidas para metade. O principal serviço de inteligência nacional francês, a Direção-Geral de Segurança Interna (DGSI), anunciou que está a investigar de modo a encontrar os culpados.